# Snookerns världsranking 1996/1997
Snookerns världsranking 1996/1997 är den professionella snookerrankingen för de spelare som tagit sig till säsongen 1996/1997 från säsongen 1995/1996. Poängen innefattar snookerns världsrankingspoäng från 1994/1995 och 1995/1996.
| Ranking | Namn                | Nationalitet | Poäng |
| ------- | ------------------- | ------------ | ----- |
| 1       | Stephen Hendry      | Skottland    | 36911 |
| 2       | John Higgins        | Skottland    | 32341 |
| 3       | Peter Ebdon         | England      | 28115 |
| 4       | John Parrott        | England      | 24339 |
| 5       | Nigel Bond          | England      | 22669 |
| 6       | Alan McManus        | Skottland    | 21492 |
| 7       | Ken Doherty         | Irland       | 21161 |
| 8       | Ronnie O'Sullivan   | England      | 21007 |
| 9       | Darren Morgan       | Wales        | 19142 |
| 10      | Steve Davis         | England      | 18252 |
| 11      | Dave Harold         | England      | 18247 |
| 12      | James Wattana       | Thailand     | 17641 |
| 13      | Jimmy White         | England      | 16620 |
| 14      | Alain Robidoux      | Kanada       | 16058 |
| 15      | Tony Drago          | Malta        | 16031 |
| 16      | Mark Williams       | Wales        | 15988 |
| 17      | Joe Swail           | Nordirland   | 15966 |
| 18      | Andy Hicks          | England      | 15371 |
| 19      | Gary Wilkinson      | England      | 15251 |
| 20      | Rod Lawler          | England      | 14565 |
| 21      | Neal Foulds         | England      | 14430 |
| 22      | Anthony Hamilton    | England      | 14415 |
| 23      | Terry Griffiths     | Wales        | 14226 |
| 24      | Steve James         | England      | 13699 |
| 25      | Willie Thorne       | England      | 13534 |
| 26      | Dennis Taylor       | Nordirland   | 13229 |
| 27      | Dene O'Kane         | Nya Zeeland  | 13176 |
| 28      | Dave Finbow         | England      | 12946 |
| 29      | Jason Ferguson      | England      | 12839 |
| 30      | Chris Small         | Skottland    | 12788 |
| 31      | Stephen Lee         | England      | 12751 |
| 32      | Mick Price          | England      | 12101 |
| 33      | Martin Clark        | England      | 11840 |
| 34      | David Roe           | England      | 11804 |
| 35      | Billy Snaddon       | Skottland    | 11487 |
| 36      | Fergal O'Brien      | Irland       | 11415 |
| 37      | Anthony Davies      | England      | 11288 |
| 38      | Dean Reynolds       | England      | 11019 |
| 39      | Mark King           | England      | 10943 |
| 40      | Drew Henry          | Skottland    | 10913 |
| 41      | Terry Murphy        | Nordirland   | 10855 |
| 42      | Tony Knowles        | England      | 10853 |
| 43      | Mark Bennett        | Wales        | 10786 |
| 44      | Mark Johnston-Allen | England      | 10541 |
| 45      | Tony Chappel        | England      | 10358 |
| 46      | Mike Hallett        | England      | 10035 |
| 47      | Joe Johnson         | England      | 9785  |
| 48      | Wayne Jones         | Wales        | 9725  |
| 49      | Brian Morgan        | England      | 9719  |
| 50      | Mark Flowerdew      | England      | 9510  |
| 51      | Karl Payne          | England      | 9438  |
| 52      | Nick Terry          | England      | 9320  |
| 53      | Paul Davies         | Wales        | 9165  |
| 54      | Jamie Burnett       | Skottland    | 9115  |
| 55      | Mark Davis          | Wales        | 8950  |
| 56      | Jason Prince        | Nordirland   | 8864  |
| 57      | Karl Broughton      | England      | 8643  |
| 58      | Graeme Dott         | Skottland    | 8584  |
| 59      | Doug Mountjoy       | Wales        | 8445  |
| 60      | Jimmy Michie        | England      | 8410  |
| 61      | Stephen Murphy      | Irland       | 8238  |
| 62      | Euan Henderson      | Skottland    | 8173  |
| 63      | Tony Jones          | England      | 8168  |
| 64      | Jonathan Birch      | England      | 8044  |